# Xinjiang
Xinjiang, nach Post Sinkiang (chinesisch 新疆, Pinyin Xīnjiāng, W.-G. Hsin-chiang; uigurisch شینجاڭ), ist eine autonome Region der uigurischen Nationalität in der Volksrepublik China. Die amtliche chinesische Bezeichnung lautet Uigurisches Autonomes Gebiet Xinjiang (新疆維吾爾自治區 / 新疆维吾尔自治区,  Xīnjiāng Wéiwú’ěr zìzhìqū, englisch Xinjiang Uyghur Autonomous Region; uigurisch شىنجاڭ ئۇيغۇر ئاپتونوم رايونى / Xinjang Uyƣur Aptonom Rayoni); von Anhängern der uigurischen Unabhängigkeitsbewegung wird sie dagegen Ostturkestan genannt.
Die Region ist ein überwiegend von Uiguren und Han, aber auch Mongolen besiedeltes Gebiet im äußersten Nordwesten der Volksrepublik China. Der nördliche Teil des Gebiets wird auch Dsungarei genannt. Die Hauptstadt des Autonomen Gebietes ist Ürümqi, eine relativ junge Stadt, verglichen mit den geschichtsträchtigen Städten wie Kaschgar, Shache (Kreis Yarkant), Guldscha oder Gaochang. Andere bedeutende Orte sind die moderne Stadt Shihezi, der Vorort Changji (Autonomer Bezirk Changji) von Ürümqi, die Erdöl-Stadt Karamay, die kasachische Stadt Altay am Fuße der gleichnamigen Gebirgskette, Korla, Yizhou (vormals Kumul), Manas (Kreis Manas), Aksu und Hotan (Regierungsbezirk Hotan), eine alte Stadt im Süden des Tarimbeckens.

## Geographie
Xinjiang liegt im Nordwesten Chinas und grenzt an die Nachbarstaaten Indien, Pakistan, Afghanistan, Tadschikistan, Kirgisistan, Kasachstan, Russland und die Mongolei, zu denen verschiedene Grenzübergänge bestehen. Die Grenze zu Indien und Pakistan liegt in der umstrittenen Region Kaschmir. Innerhalb Chinas grenzt Xinjiang an die Provinzen Gansu und Qinghai sowie an das Autonome Gebiet Tibet. Mit etwa 1,6 Millionen Quadratkilometern Fläche nimmt das Gebiet ein Sechstel der Gesamtfläche Chinas ein und ist damit flächenmäßig die größte Verwaltungseinheit des Landes.

Geographische Karte Xinjiangs

Physiogeographisch besteht Xinjiang im Wesentlichen aus drei großen Becken, die durch mehrere große Gebirgszüge begrenzt sind. Im Norden und Nordosten liegt das bis über 4000 Meter hohe Altaigebirge, das eine Fläche von etwa 94.000 km² einnimmt und die natürliche Grenze zur Mongolei und zu Russland bildet. südlich davon schließt sich das 158.000 km² große Dsungarische Becken oder die Dsungarei an, an deren südlichen Rand auch die Landeshauptstadt Ürümqi liegt. Die Landschaft ist hier durch weite baumlose Grassteppen geprägt, die weiter nördlich in die Gurbantünggüt-Wüste übergehen. Die Südgrenze der Dsungarei bildet der 479.000 km² umfassende Tianshan, das „Himmelsgebirge“ (seit 2013 UNESCO-Weltnaturerbe), ein sich über 2000 Kilometer in Ost-West-Richtung nach Zentralasien erstreckender Gebirgszug, der Höhen über 7000 Meter erreicht. Im östlichen Abschnitt befindet sich südlich des Tianshan die Turpan-Senke, deren tiefster Punkt 155 Meter unter dem Meeresspiegel liegt und die damit den tiefsten Punkt Chinas und einen der tiefsten Punkte der Erde bildet. Durch ausgeklügelte, seit dem Altertum existierende und gepflegte Bewässerungssysteme hat sich hier eine charakteristische Oasenkultur entwickelt.

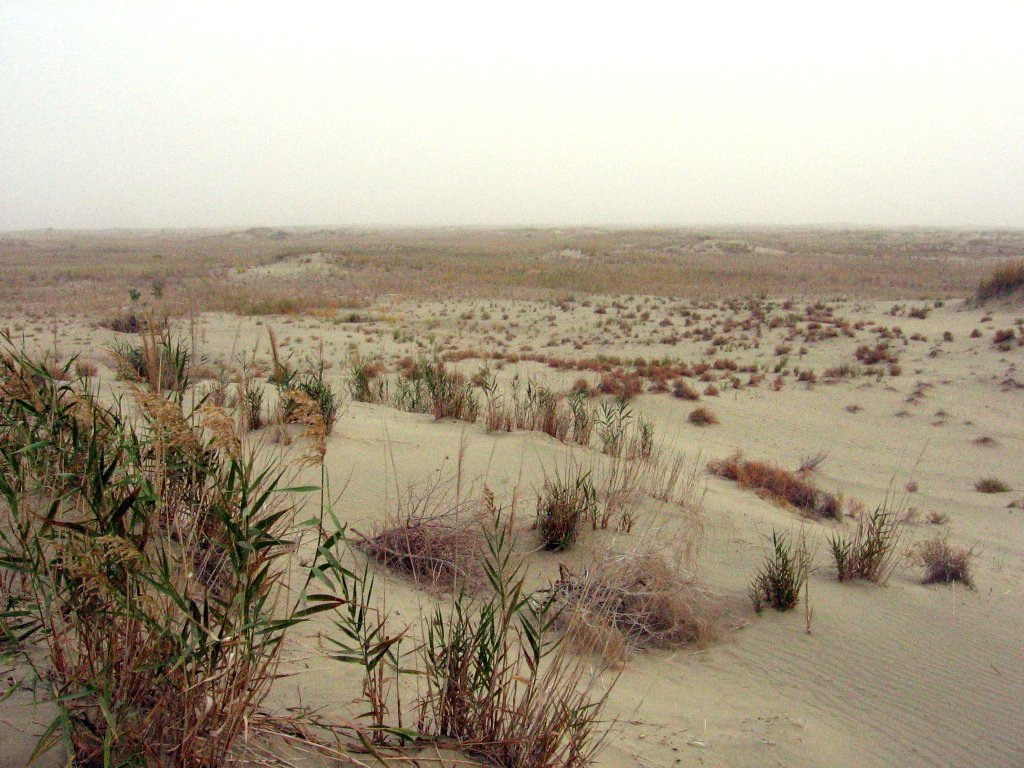
Die Taklamakan nahe Yarkant

Südlich des Tianshan liegt das 527.000 km² große Tarimbecken, dessen zentralen und größten Teil die Sandwüste Taklamakan (wörtl. „Meer des Todes“) einnimmt. An der tiefsten Stelle des Tarimbeckens lag einst der abflusslose Salzsee Lop Nor, der seit 1961 oder 1962 aufgrund von übermäßiger Wassernutzung bzw. Versiegen seiner Zuflüsse Tarim und Konqi trockengefallen ist und sich in eine große Salzpfanne verwandelt hat. Im Südwesten wird das Tarimbecken durch das Pamir- und das Karakorum-Hochgebirge naturräumlich begrenzt. In letzterem findet sich an der Grenze zu Pakistan der K2 (in chinesischer Lesart Qogir), der mit 8611 Metern zweithöchste Berg der Welt. Im Süden und Südosten bilden das Kunlun- und Altungebirge die südliche Begrenzung des Tarimbeckens und markieren den Übergang zum Hochland von Tibet.
Xinjiang ist ein weitgehend abflussloses Gebiet. Die von Schmelzwasser schneebedeckter Berge und von Gletschern gespeisten Flüsse, versickern in den Wüsten oder münden in abflusslose, d. h. Salzseen. Eine Ausnahme bildet der im Mongolischen Altai entspringende Ertix, der als „Schwarzer Irtysch“ Richtung Westen nach Kasachstan fließt, dort in den Saissansee mündet und später den Oberlauf des Ob bildet. Der Bosten-See ist das größte stehende (Süßwasser-)Gewässer Xinjiangs.
Die Region gilt als erdbebengefährdetes Gebiet. Im Februar 2003 wurde das Gebiet von heftigen Erdbeben bis Stärke 6,8 auf der Richterskala erschüttert. Mindestens 261 Menschen verloren ihr Leben, etwa 10.000 Häuser wurden zerstört. Aufgrund der Abgelegenheit der Region und der restriktiven Informationspolitik der chinesischen Behörden gelangen meist nur wenige Informationen über solche Katastrophen nach außen.

## Klima

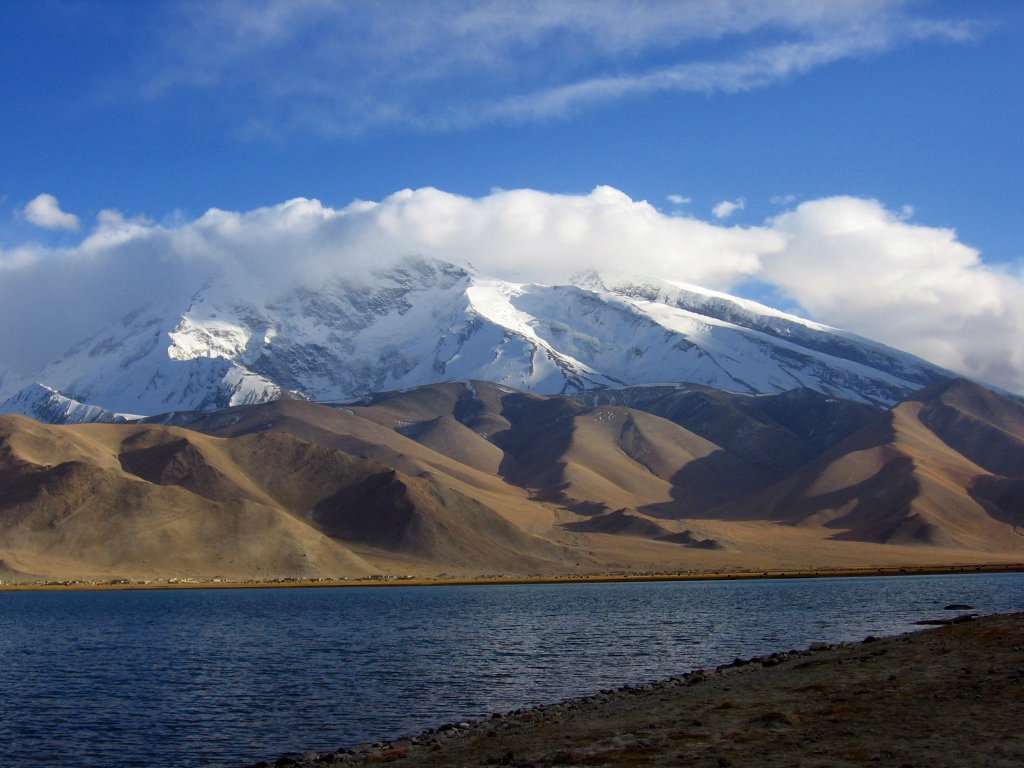
Der Muztagata am See Karakol

Xinjiang ist die am weitesten vom Meer entfernte Region der Erde und das Klima ist auch deswegen ausgesprochen kontinental. Die Temperaturunterschiede zwischen Tag und Nacht sind groß. Die Sonnenscheindauer ist lang, die Niederschläge sind gering und die Verdunstung ist erheblich. Die Jahresmitteltemperatur liegt bei −4 bis +8 °C im Norden und bei +7 bis +14 °C im Süden. Die frostfreie Periode beträgt im Norden 120 bis 180 Tage und im Süden 180 bis 240 Tage. Die Niederschläge sind gering und liegen bei 120 mm jährlich. In der Taklamakan und im Turpanbecken werden nicht einmal 25 mm erreicht. Nur im westlichen Tianshan ist das Klima feuchter mit einem Jahresniederschlag bis über 500 mm. Der Tianshan bildet eine gewisse klimatische Grenze: nördlich davon ist das Klima weniger trocken und kühler als südlich davon.

## Geschichte

### Altertum

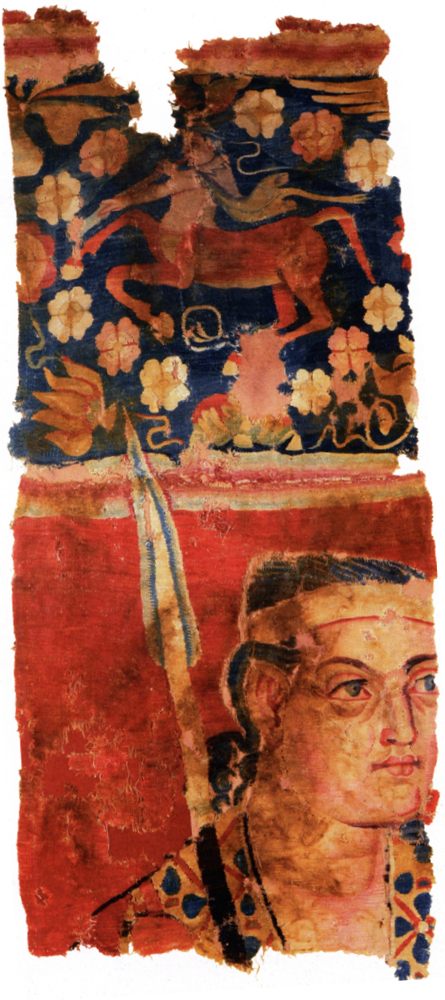
Wahrscheinlich ein graeco-baktrischer Bewaffneter mit griechischem Königsdiadem und mythischem Kentaur. Teppich vom Friedhof Sampul bei Hotan, 3.–2. Jahrhundert v. Chr.

Im 1. Jahrtausend v. Chr. wurde Xinjiang von zahlreichen sowohl nomadisierenden als auch sesshaften Ethnien bevölkert. Die Bewohner waren im Altertum oft indogermanische Ethnien, wie Tocharer und Saken, vom Westen und Süden kamen wahrscheinlich vorübergehend auch kulturell hellenisierte Bewohner des Graeco-Baktrischen Reiches, die Handelsverbindungen nach Fergana und ins Industal herstellten. Später kamen mongolisch- oder turksprachige Stammesverbände hinzu, es gab aber auch sinotibetische Völker (Tibeter, Han-Chinesen und Qiang), die von Südosten her Xinjiang und das Tarimbecken besiedelten.
Unter dem chinesischen Kaiser Han Wudi (141–87 v. Chr.), der das Tarimbecken erstmals für China eroberte, wurden die chinesischen Fernhandelsstraßen mit dem Netz der altpersischen und graeco-baktrischen Handelsstraßen verbunden, womit das Fernhandelsnetz der Seidenstraße eröffnet wurde. Dadurch wurden die Städte in Xinjiang und im Tarimbecken zu Handelszentren, in denen auch sogdische, chinesische, persische, syrisch-aramäische, jüdische u. a. Kaufleute lebten, deren Schriften im trockenen Klima der Taklamakan ebenso konserviert wurden, wie Schriften in regionalen Sprachen und Religionssprachen.
Im 2. bis 3. Jahrhundert v. Chr. geriet dieses Gebiet unter die Herrschaft der Xiongnu, wurde aber 104 v. Chr. während der Han-Dynastie vom Kaiserreich China erobert, das ein strategisches Interesse an der Seidenstraße besaß. Im Jahre 25 wurden die Chinesen von den Xiongnu besiegt und konnten ihre Herrschaft erst 73 wieder aufbauen.

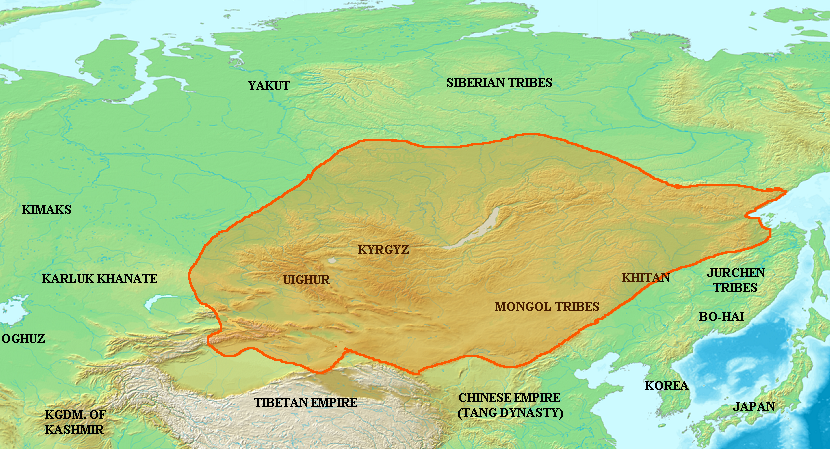
Uigurisches Kaganat und Gebiete unter seiner Herrschaft (rote Linie) um 820

Nach dem Untergang der Han-Dynastie kontrollierten die Stämme der Xianbei und Rouran dieses Territorium. In der zweiten Hälfte des 6. Jahrhunderts konnte sich in der Dsungarei kurz das Osttürkische Kaganat etablieren, doch während der Tang-Dynastie eroberte China seine verlorenen Gebiete zurück (645–763) und weitete kurzzeitig seinen Einfluss bis ins westliche Zentralasien aus.
745 entstand in Nachfolge des zweiten Türk-Kaganats das Uigurische Kaganat, das ungefähr 840 von den Kirgisen zerstört wurde.

### Mittelalter

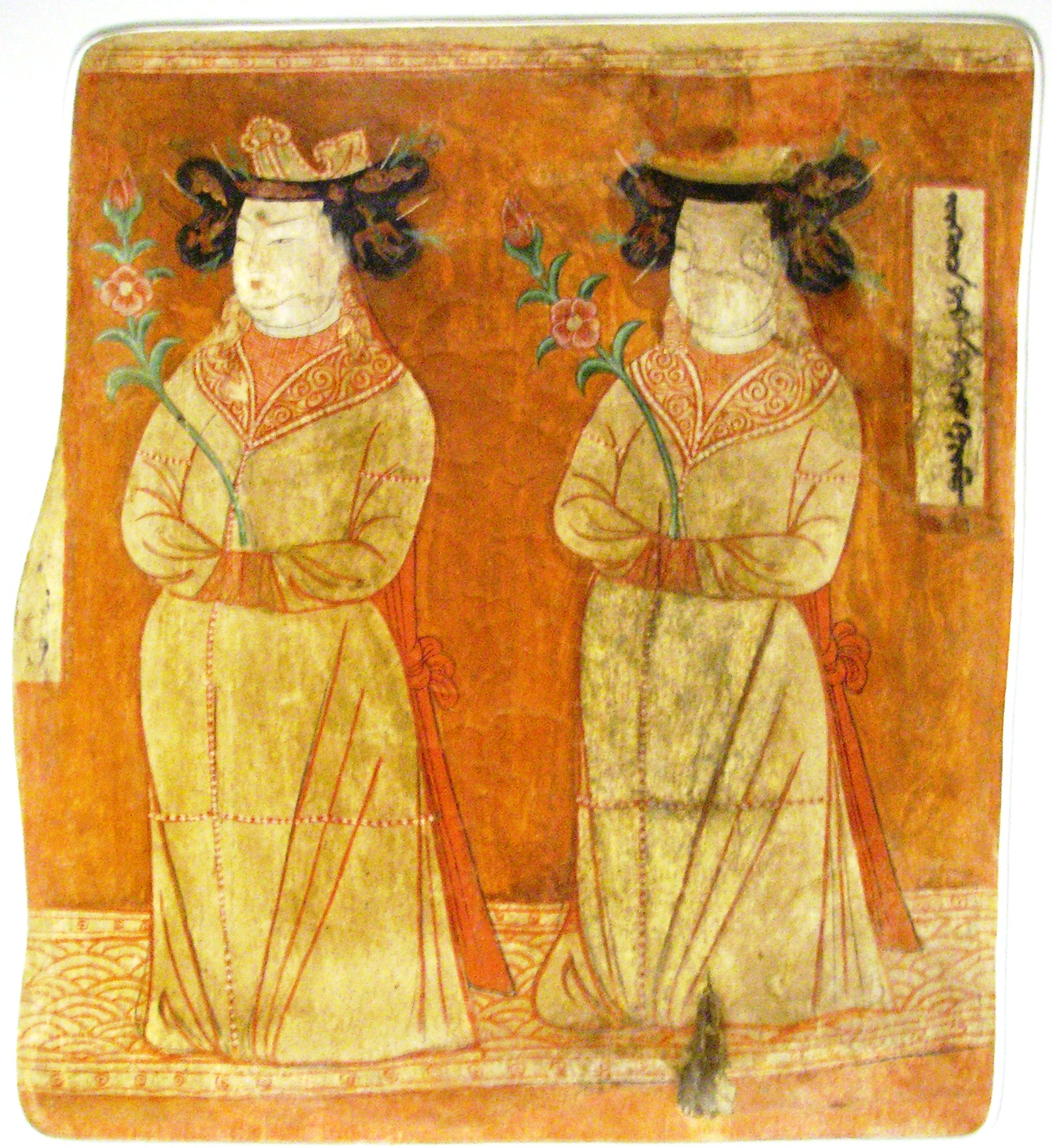
Uigurische Prinzessinnen, Wandfreske aus Bezeklik, Höhle 9, ca. 9.–12. Jahrhundert n. Chr., heute im Museum für Asiatische Kunst, Humboldt Forum, Berlin.

Nachdem ihr Großreich in der Mongolei von den Kirgisen vernichtet worden war, siedelte im 9. Jahrhundert der größte Teil der nomadisierenden Stämme der Uiguren vom Baikal nach Xinjiang über. Hier bauten sie im Turfanbecken ihren eigenen Staat auf, der im 12. Jahrhundert ein Vasall der Kara-Kitan wurde. Später wurde das Gebiet vollständig von den Mongolen unterworfen und ins Tschagatai-Khanat eingegliedert. Tschagataisch (aus dem Uigurisch, Usbekisch und andere Sprachen hervorgingen) entwickelte sich über das Mittelalter zur angesehensten und dominierenden Sprache in Xinjiang und im Tarimbecken, das die meisten älteren Sprachen allmählich verdrängte und ihre Sprecher sprachlich assimilierte. Nach 1250 nahmen die Uiguren den Islam an. Nach dem endgültigen Untergang dieser Reiche gründeten 1640 die westmongolischen Stämme der Oiraten das Dsungarische Khanat.

### Neuzeit
Um 1757 wurde das Gebiet vom Qing-Reich unter Kaiser Qianlong endgültig unterworfen. Während der ersten Hälfte des 19. Jahrhunderts sorgten die in Zentralasien ansässigen Khane von Kokand ständig für Unruhen in den Gebieten um Yarkant und Kaschgar. Nach der Zerschlagung des islamischen Emirats, das unter der Führung von Jakub Bek (1864–77) eine vorübergehende Unabhängigkeit im Tarimbecken erreicht hatte, vereinigte die Qing-Dynastie die Dsungarei und das Tarimbecken zur Provinz Xinjiang (chin. „Neue Grenze“). 1876 wurde Kokand vom russischen General Skobelew eingenommen. Der Zar löste das Khanat Kokand auf und schlug das Gebiet dem russischen Turkestan zu – von 1871 bis 1881 war auch das Ili-Gebiet ein Teil des Russischen Reiches. Bis zur Xinhai-Revolution 1911 galt Xinjiang als Einflusszone des Russischen Reiches, spätestens ab 1928 – bis zur Gründung der Volksrepublik China 1949 – übte die Sowjetunion starken Einfluss in Xinjiang aus. Die UdSSR unterhielt eine Militärbasis in Xinjiang, dominierte die Wirtschaft und führte sogar militärische Expeditionen im Ili-Gebiet durch.

### Moderne

Breite Straßen und moderne Hochhäuser prägen das heutige Stadtbild von Ürümqi.

Mit Unterstützung des ersten chinesischen Präsidenten Yuan Shikai richtete Gouverneur Yang Zengxin eine Militärdiktatur in Xinjiang ein. Nach seiner Ermordung 1928 und dem kurzen Intermezzo der Herrschaft von Jin Shuren kam in Ürümqi 1933 Sheng Shicai an die Macht. Im Süden der Provinz spaltete sich kurzzeitig die Islamische Republik Ostturkestan ab. Ihm kamen im Rahmen der sowjetischen Invasion in Xinjiang sowjetische Truppen zu Hilfe. Er akzeptierte den Einfluss der Sowjetunion und baute mit ihrer Hilfe die Wirtschaft von Xinjiang auf. Auf der Suche nach Verbündeten wandte sich Sheng in den 1940er Jahren an die Guomindang und wurde fortan zum extremen Antikommunisten. Am 5. Januar 1945 endete seine Herrschaft infolge der „Drei-Regionen-Revolution“ (benannt nach Altay, Guldscha und Qoqek). Die Revolutionäre proklamierten eine Republik Ostturkestan, deren Territorium circa 10 % des heutigen Xinjiang ausmachte, die aber von keinem Staat der Welt anerkannt wurde. Ein Jahr später erreichten nationalistische und revolutionär-demokratische Kräfte in Xinjiang eine Übereinkunft, es wurde eine Koalitionsregierung gebildet.
Im September 1949 erreichten die chinesischen Kommunisten weitgehend kampflos eine Eingliederung Xinjiangs in die Volksrepublik China. Am 1. Oktober 1955 wurde das „Uigurische Autonome Gebiet Xinjiang“ geschaffen. Während der Kulturrevolution (1966–76) musste Xinjiang, wie ganz China, den Roten Terror über sich ergehen lassen, der viele Menschenleben kostete und nachhaltige Folgen hinterließ. Viele Kulturgüter wurden zerstört. Seit der Ära Deng Xiaopings ist Xinjiang im großen Maße vom „Chinesischen Wirtschaftswunder“ betroffen, jedoch profitieren hauptsächlich angesiedelte Han-Chinesen davon.

### Aktuelle Lage

Flagge der uigurischen Unabhängigkeitsbewegung

Anfang des 19. Jahrhunderts, während der Qing-Dynastie, waren etwa 30 Prozent der Bevölkerung von Xinjiang Han-Chinesen und 60 Prozent Angehörige von Turkvölkern. Pantürkistische Nationalisten erheben Vorwürfe, die chinesische Regierung strebe, ähnlich wie in Tibet, eine Sinisierung der einheimischen Bevölkerung an. Bei der Volkszählung 2010 lag der Anteil der Han-Chinesen bei etwas mehr als 40 %, während Uiguren knapp 46 % der gesamten Bevölkerung ausmachten.
Internationale Beobachter berichteten ab Mitte der 2010er Jahre von Umerziehungslagern; die NGO Human Rights Watch sprach diesbezüglich von massiven Menschenrechtsverletzungen, andere sogar von Ethnozid und Genozid oder Völkermord. Bis zu eine Million Menschen jährlich sollen nach UN-Schätzungen „willkürlich in Internierungslagern festgehalten und dort politisch und kulturell indoktriniert werden.“ Das Bestehen derartiger Lager wurde im Oktober 2018 von der Regierung offiziell bestätigt, zugleich jedoch die Vorwürfe von Misshandlungen bestritten.
Neben dem Assimilationsprogramm in Umerziehungslagern wurden mit dem sogenannten Arbeitskräfte-Transferprogramm mehrere hunderttausend Uiguren ab der zweiten Hälfte des 2010er Jahrzehnts zur Zwangsarbeit (besonders der Baumwollernte) innerhalb Xinjiangs umgesiedelt und eingesetzt.
Ende Juni 2020 berichtete Adrian Zenz erstmals über unter Zwang vollzogene Sterilisierungen und Schwangerschaftsabbrüche an Uiguren und anderen muslimischen Minderheiten in den Lagern. Seine Auswertung von chinesischen Statistiken und Regierungsdokumenten ergaben einen Rückgang der Geburtenrate in Xinjiang zwischen 2015 und 2018 im Schnitt um 24 Prozent, in zwei Regierungsbezirken (dìqū) um 84 Prozent. Nach Angaben und Berechnungen von Zenz wurden laut den Regierungsdokumenten und Statistiken im Jahr 2018 in Xinjiang 1,1 Prozent aller verheirateten Frauen im gebärfähigen Alter sterilisiert, wurden im Jahr 2014 von allen Intrauterinpessar-Einsetzungen in der Volksrepublik China etwa 2,5 Prozent in Xinjiang vorgenommen, stieg dieser Anteil nach Berechnungen von Zenz im Jahr 2018 auf ca. 80 Prozent. Etwa 1,8 Prozent der chinesischen Bevölkerung lebt in Xinjiang (Stand 2020).
In einem Artikel, der 2021 im linksradikalen Magazin Counterpunch erschien, sehen Alfred de Zayas und Richard A. Falk hingegen die Bezeichnung der Vorgänge in Xinjiang als „Völkermord“ als unangemessen an; diese werde nicht einmal durch einen „Hauch von Beweisen“ gestützt. Raphael Lemkin würde sich ihrer Meinung nach im Grabe umdrehen, wenn er erführe, dass das Verbrechen des Völkermords so „krass instrumentalisiert“ werde, um die „Trommeln der Sinophobie zu schlagen“.
Die Nichtregierungsorganisation Human Rights Watch konstatierte im April 2021, die Kommunistische Partei Chinas begehe „Verbrechen gegen die Menschlichkeit in Xinjiang“, indem die chinesischen Behörden die Uiguren und andere Muslime systematisch verfolgen würden, und zwar durch „massenhafte, willkürliche Inhaftierungen, Folter, Verschwindenlassen, Massenüberwachung, kulturelle und religiöse Auslöschung, Trennung von Familien […], Zwangsarbeit sowie sexuelle Gewalt und Verletzungen der reproduktiven Rechte“.
Im Bericht des Hohen Kommissariats der Vereinten Nationen für Menschenrechte, veröffentlicht am 31. August 2022 wurden die von der Volksrepublik China bestrittenen Vorwürfe ausführlich diskutiert und China in der Conclusio zu einer Entlassung und Entschädigung der Opfer und Informationen für Angehörige, aber auch zur Klärung der Vorwürfe zur Zerstörung von kulturellen und religiösen Stätten in Xinjiang und Stopp der Repressalien gegenüber Uighuren im In- und Ausland aufgefordert.
Im März 2023 äußerte sich Volker Türk, der Hohe Kommissar der Vereinten Nationen für Menschenrechte, vor dem Menschenrechtsrat der Vereinten Nationen besorgt über die Situation: „In der Region Xinjiang hat mein Büro schwerwiegende Bedenken dokumentiert – insbesondere willkürliche Verhaftungen in großem Umfang und anhaltende Familientrennungen“.
Human Rights Watch konstatierte im Januar 2024, die chinesische Regierung in Xinjiang setze weiterhin ihren repressiven Kurs der Unterdrückung von Uiguren und anderen turkstämmigen Muslimen fort, und diese Vorgehensweise stelle sich als Verbrechen gegen die Menschlichkeit dar. Wegen friedlicher Proteste müssen viele Uiguren eine lange Haftstrafe absitzen.
Im Februar 2025 konstatierte Human Rights Watch (HRW) stehen die Uiguren in Xinjiang seit 2016 unter starken Lebenseinschränkungen ihrer Freizügigkeit durch die chinesische Regierung. Seit 2016 musste die uighurische Bevölkerung Xinjiangs ihre Reisepässe unter Zwang abgeben und trotz späteren minimalen Lockerungen der Reisefreiheit der uighurischen Bevölkerung, nutze China die strengen Reiseeinschränkungen als Mittel zur Unterdrückung der Uiguren. Daraus beschneide China gegen Artikel 12 des UN-Zivilpakts (AEMR), wobei es durch ihre inländische Passgesetzgebung teils ausgehebelt wird. Nach Auffassung von HRW müssen triftige Gründe vorliegen für Reiseeinschränkungen, aber die gegenwärtige Vorgehensweise verletze das Ausreiserecht der uighurischen Bevölkerung in Xinjiang, da seitens von China arbiträr und diskriminierend gehandelt wird. Des Weiteren bemüht sich die chinesische Regierung mit regierungsnahen Uiguren über die Menschenrechtsverletzungen Xinjiangs hinwegzutäuschen.

## Verwaltungsgliederung

### Gliederung
Bei der Volkszählung 2020 war Xinjiang auf Bezirksebene in vier bezirksfreie Städte, fünf Regierungsbezirke und fünf autonome Bezirke untergliedert. Auf Kreisebene bestanden 106 Verwaltungseinheiten: 13 Stadtbezirke, 26 kreisfreie Städte, 61 Kreise, und 6 autonome Kreise. Auf Gemeindeebene gab es 1.127 Verwaltungseinheiten: 205 Straßenviertel, 444 Großgemeinden, 436 Gemeinden, 42 Nationalitätengemeinden und eine Amtsgebietsstelle (县辖区).
Bei der Volkszählung 2020 unterstanden zehn kreisfreie Städte direkt der Regierung des autonomen Gebiets und wurden de facto vom Produktions- und Aufbaukorps Xinjiang (Bingtuan) verwaltet. Seit 2020 erhielten zwei weitere Kreisstädte diesen Status (Stand 12/2024): am 4. Februar 2021 kam die neu gegründete kreisfreie Stadt Xinxing hinzu und am 28. April 2023 die neu gegründete kreisfreie Stadt Baiyang.
| Name                                      | Uigurisch (Ⱪona Yeziⱪ)              | Lateinisch (Yengi Yeziⱪ)           | Chinesisch (Kurz.)      | Pinyin                        | Anmerkungen                                                                                               |
| – Bezirksfreie Städte –                   | – Bezirksfreie Städte –             | – Bezirksfreie Städte –            | – Bezirksfreie Städte – | – Bezirksfreie Städte –       | – Bezirksfreie Städte –                                                                                   |
| ----------------------------------------- | ----------------------------------- | ---------------------------------- | ----------------------- | ----------------------------- | --- |
| Ürümqi                                    | ئۈرۈمچى شەھرى                       | Ürümqi Xəⱨiri                      | 乌鲁木齐市              | Wūlǔmùqí Shì                  | |
| Karamay                                   | قاراماي شەھرى                       | Ⱪaramay Xəⱨiri                     | 克拉玛依市              | Kèlāmǎyī Shì                  | |
| Turpan                                    | تۇرپان شەھرى                        | Turpan Xəⱨiri                      | 吐鲁番市                | Tǔlǔfān Shì                   | |
| Kumul                                     | قۇمۇل شەھىرى                        | Ⱪumul Xəⱨiri                       | 哈密市                  | Hāmì Shì                      | |
| – Direkt unterstellte kreisfreie Städte – |                                     |                                    |                         |                               | |
| Aral                                      | ئارال شەھرى                         | Aral Xəⱨiri                        | 阿拉尔市                | Ālā’ěr Shì                    | von der Regierung des Autonomen Gebiets und dem Produktions- und Aufbaukorps Xinjiang gemeinsam verwaltet |
| Beitun                                    | بەيتۈن شەھىرى                       | Beitun Xəⱨiri                      | 北屯市                  | Běitún Shì                    | von der Regierung des Autonomen Gebiets und dem Produktions- und Aufbaukorps Xinjiang gemeinsam verwaltet |
| Shihezi                                   | شىخەنزە شەھرى                       | Xihənzə Xəⱨiri                     | 石河子市                | Shíhézǐ Shì                   | von der Regierung des Autonomen Gebiets und dem Produktions- und Aufbaukorps Xinjiang gemeinsam verwaltet |
| Shuanghe                                  | قوشئۆگۈز شەھىرى                     | Ⱪoxɵgüz Xəⱨiri                     | 双河市                  | Shuānghé Shì                  | von der Regierung des Autonomen Gebiets und dem Produktions- und Aufbaukorps Xinjiang gemeinsam verwaltet |
| Tiemenguan                                | باشئەگىم شەھىرى                     | Baxəgim Xəⱨiri                     | 铁门关市                | Tiěménguān Shì                | von der Regierung des Autonomen Gebiets und dem Produktions- und Aufbaukorps Xinjiang gemeinsam verwaltet |
| Tumxuk                                    | تۇمشۇق شەھرى                        | Tumxuⱪ Xəⱨiri                      | 图木舒克市              | Túmùshūkè Shì                 | von der Regierung des Autonomen Gebiets und dem Produktions- und Aufbaukorps Xinjiang gemeinsam verwaltet |
| Wujiaqu                                   | ۋۇجياچۈ شەھىرى                      | Wujyaqü Xəⱨiri                     | 五家渠市                | Wǔjiāqú Shì                   | von der Regierung des Autonomen Gebiets und dem Produktions- und Aufbaukorps Xinjiang gemeinsam verwaltet |
| Kokdala                                   | كۆكدالا شەھىرى                      | Kɵkdala Xəⱨiri                     | 可克达拉市              | Kěkèdálā Shì                  | von der Regierung des Autonomen Gebiets und dem Produktions- und Aufbaukorps Xinjiang gemeinsam verwaltet |
| Kunyu                                     | قۇرۇمقاش شەھىرى                     | Ⱪurumⱪax Xəⱨiri                    | 昆玉市                  | Kūnyù Shì                     | von der Regierung des Autonomen Gebiets und dem Produktions- und Aufbaukorps Xinjiang gemeinsam verwaltet |
| Huyanghe                                  | خۇياڭخې شەھىرى                      | Huyanghe Xəⱨiri                    | 胡杨河市                | Húyánghé Shì                  | von der Regierung des Autonomen Gebiets und dem Produktions- und Aufbaukorps Xinjiang gemeinsam verwaltet |
| – Regierungsbezirke –                     |                                     |                                    |                         |                               | |
| Hotan                                     | خوتەن ۋىلايىتى                      | Hotən wilayiti                     | 和田地区                | Hétián Dìqū                   | |
| Aksu                                      | ئاقسۇ ۋىلايىتى                      | Aⱪsu wilayiti                      | 阿克苏地区              | Ākèsū Dìqū                    | |
| Kaschgar                                  | قەشقەر ۋىلايىتى                     | Ⱪəxⱪər wilayiti                    | 喀什地区                | Kāshí Dìqū                    | |
| Tacheng                                   | تارباغاتاي ۋىلايىتى                 | Tarbaƣatay wilayiti                | 塔城地区                | Tǎchéng Dìqū                  | Ili unterstellt                                                                                           |
| Altay                                     | ئالتاي ۋىلايىتى                     | Altay wilayiti                     | 阿勒泰地区              | Ālètài Dìqū                   | Ili unterstellt                                                                                           |
| Autonome Bezirke                          |                                     |                                    |                         |                               | |
| Kirgisischer Autonomer Bezirk Kizilsu     | قىزىلسۇ قىرغىز ئاپتونوم ئوبلاستى    | Ⱪizilsu Ⱪirƣiz aptonom oblasti     | 克孜勒苏柯尔克孜自治州  | Kèzīlèsū Kē’ěrkèzī Zìzhìzhōu  | |
| Mongolischer Autonomer Bezirk Bayingolin  | بايىنغولىن موڭغۇل ئاپتونوم ئوبلاستى | Bayinƣolin Mongƣul aptonom oblasti | 巴音郭楞蒙古自治州      | Bāyīnguōlèng Měnggǔ Zìzhìzhōu | |
| Autonomer Bezirk Changji der Hui          | سانجى خۇيزۇ ئاپتونوم ئوبلاستى       | Sanji Huyzu aptonom oblasti        | 昌吉回族自治州          | Chāngjí Huízú Zìzhìzhōu       | |
| Mongolischer Autonomer Bezirk Bortala     | بۆرتالا موڭغۇل ئاپتونوم ئوبلاستى    | Bɵrtala Mongƣul aptonom oblasti    | 博尔塔拉蒙古自治州      | Bó’ěrtǎlā Měnggǔ Zìzhìzhōu    | |
| Kasachischer Autonomer Bezirk Ili         | ئىلى قازاق ئاپتونوم ئوبلاستى        | Ili Ⱪazaⱪ aptonom oblasti          | 伊犁哈萨克自治州        | Yīlí Hāsàkè Zìzhìzhōu         | |

### Größte Städte
Die zehn größten Städte der Provinz mit Einwohnerzahlen der eigentlichen städtischen Siedlung auf dem Stand der Volkszählung 2020 sind die folgenden:
| Rang | Stadt   | Einwohnerzahl | Rang | Stadt    | Einwohnerzahl |
| 1    | Ürümqi  | 3.842.560     | 6    | Changji  | 451.234       |
| 2    | Gulja   | 654.726       | 7    | Kumul    | 426.072       |
| 3    | Korla   | 490.961       | 8    | Kaschgar | 392.730       |
| 4    | Aksu    | 470.601       | 9    | Karamay  | 332.474       |
| 5    | Shihezi | 461.663       | 10   | Hotan    | 293.056       |

## Bevölkerung

### Einwohnerstruktur und -zahlen
| Ethnie       | 2000       | 2000     | 2010       | 2010     |
| Ethnie       | Zahl       | Anteil   | Zahl       | Anteil   |
| ------------ | ---------- | -------- | ---------- | -------- |
| Uiguren      | 8.345.622  | 45,21 %  | 10.001.302 | 45,84 %  |
| Han          | 7.489.919  | 40,57 %  | 8.829.994  | 40,48 %  |
| Kasachen     | 1.245.023  | 6,74 %   | 1.418.278  | 6,50 %   |
| Hui          | 839.837    | 4,55 %   | 983.015    | 4,51 %   |
| Kirgisen     | 158.775    | 0,86 %   | 180.472    | 0,83 %   |
| Mongolen     | 149.857    | 0,81 %   | 156.280    | 0,72 %   |
| Dongxiang    | 55.841     | 0,30 %   | 61.613     | 0,28 %   |
| Tadschiken   | 39.493     | 0,21 %   | 47.261     | 0,22 %   |
| Xibe         | 34.566     | 0,19 %   | 34.399     | 0,16 %   |
| Mandschu     | 19.493     | 0,11 %   | 18.707     | 0,09 %   |
| Tujia        | 15.787     | 0,09 %   | 17.850     | 0,08 %   |
| Usbeken      | 12.096     | 0,07 %   | 10.114     | 0,05 %   |
| Russen       | 8.935      | 0,05 %   | 8.489      | 0,04 %   |
| Miao         | 7.006      | 0,04 %   | 7.626      | 0,03 %   |
| Tibeter      | 6.153      | 0,03 %   | 8.316      | 0,04 %   |
| Zhuang       | 5.642      | 0,03 %   | 5.646      | 0,03 %   |
| Daur         | 5.541      | 0,03 %   | 5.536      | 0,03 %   |
| Tataren      | 4.501      | 0,02 %   | 3.242      | 0,01 %   |
| Salar        | 3.762      | 0,02 %   | 3.728      | 0,02 %   |
| Tu           | 2.837      | 0,02 %   | 3.455      | 0,02 %   |
| Alle übrigen | 8.825      | 0,05 %   | 10.492     | 0,05 %   |
| Gesamt       | 18.459.511 | 100,00 % | 21.815.815 | 100,00 % |

Xinjiang wird überwiegend von Turkvölkern bewohnt, von denen die größte Gruppe die Uiguren sind. Den nördlichen Teil der Region bevölkern größtenteils Kasachen, Mongolen, sowie einige Tuwiner. Im Westen leben auch Kirgisen, Mongolen (Oiraten) und Tadschiken.
Bei der Volkszählung 2020 hatte Xinjiang 25.852.345 ständige Einwohner. 10.920.098 Einwohner (42,24 %) gehörten der Han-Nationalität an und 14.932.247 (57,76 %) gehörten zu nationalen Minderheiten. Unter den Minderheiten bildeten die Uiguren mit 11.624.257 die größte Gruppe (44,96 % der Gesamtbevölkerung und 77,85 % der Minderheitenbevölkerung). Bei der vorangegangenen Volkszählung 2010 hatte Xinjiang 21.813.334 Einwohner. In der Dekade 2010 bis 2020 hatte die Bevölkerung um 4.039.011 Personen (+18,52 %) zugenommen. Xinjiang gehörte damit zu den demographisch am stärksten wachsenden Landesteilen Chinas. Die Han-Bevölkerung wuchs um 2,174 Millionen, und die uigurische Bevölkerung um 1,623 Millionen (+16,2 %).
14.613.622 Einwohner (56,53 %) lebten im Jahr 2020 in städtischen und 11.238.723 (43,47 %) in ländlichen Regionen. Im Vergleich zu 2010 hatte der Anteil der städtischen Bevölkerung um 13,73 Prozentpunkte zugenommen.
Nach der Volkszählung im Jahr 1953 betrug der Bevölkerungsanteil der Uiguren 75 Prozent (über 3,6 Mio.), im Jahr 2000 nur mehr 45 % (über 8,3 Mio.); der Anteil der Han hingegen stieg im gleichen Zeitraum von 6 % (300.000) auf 41 % (7,6 Mio.). Mit großem Abstand folgen Kasachen (7 %) und Hui (5 %). Alle anderen Volksgruppen (darunter Kirgisen, Tadschiken und Mongolen) kommen auf einen Bevölkerungsanteil von unter 1 %.

Größte ethnische Gruppen mit Prozentanteil (2018)

| Jahr        | 1954       | 1964       | 1982       | 1990       | 2000       | 2010       | 2020       |
| Einwohner   | 04.873.608 | 07.270.067 | 13.081.681 | 15.155.778 | 18.459.511 | 21.813.334 | 25.852.345 |
| Veränderung | –          | +49,2 %    | +79,9 %    | +15,9 %    | +21,8 %    | +18,2 %    | +18,5 %    |

### Religion
Die Hauptreligion in Xinjiang ist unter den Uiguren und den Hui-Chinesen der Islam, während viele der Han-Chinesen die chinesischen Volksreligionen, den Daoismus, Konfuzianismus und Buddhismus praktizieren oder areligiös sind. Muslime bilden 58 % der Bevölkerung (Stand 2010).
Dem Christentum zugehörig sind 1 % der Einwohner.

## Wirtschaft

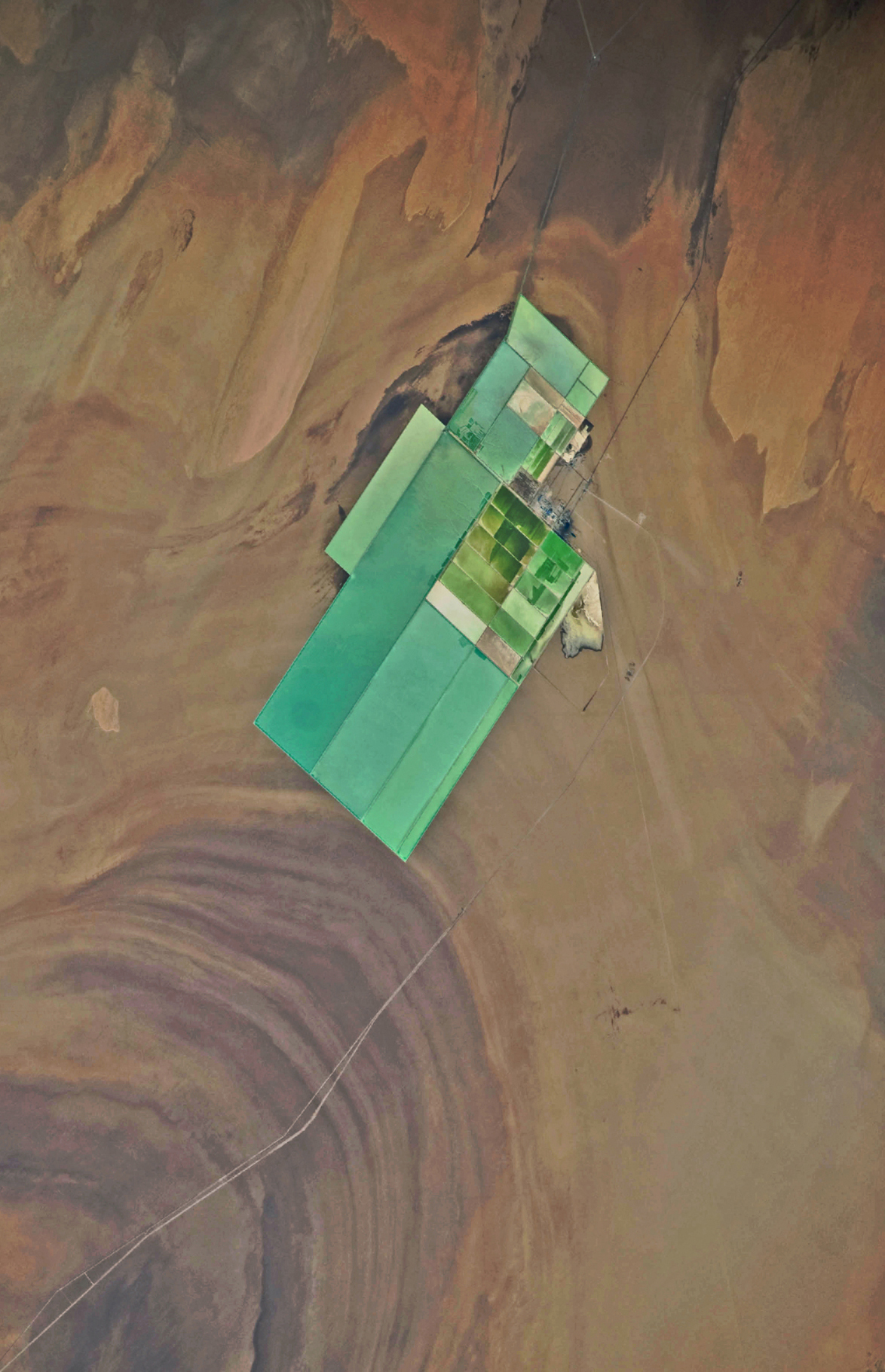
Dieses Werk in der Wüste Lop Nor produziert jährlich 1,2 Millionen Tonnen Pottasche-Dünger. Es ist an den Highway und an die 2012 fertiggestellte Eisenbahnstrecke nach Hami angebunden.

Im Jahr 2020 erwirtschaftete das Autonome Gebiet Xinjiang ein BIP in Höhe von 1379,8 Milliarden Yuan (212 Milliarden US-Dollar) und belegte damit landesweit Rang 24 unter den Provinzen und Autonomen Gebieten auf Provinzebene. Das BIP pro Kopf betrug 54.684 Yuan (8410 US-Dollar) pro Jahr (Rang 21 landesweit unter den Provinzen und Autonomen Gebieten auf Provinzebene). Das Wohlstandsniveau im Autonomen Gebiet Xinjiang betrug 75 % des chinesischen Durchschnitts.

### Landwirtschaft
Xinjiang ist bekannt für seine Früchte, es werden u. a. Weintrauben, Melonen und Birnen angebaut. Besonders berühmt sind die Hami-Melonen und die Turpan-Rosinen. Auch Tomaten werden angebaut und in Form von Tomatenmark exportiert. Die Zuckerindustrie ist mit zwölf Rübenzuckerfabriken vertreten. Die größte Fabrik der Region befindet sich im Kasachischen Autonomen Bezirk Ili. 2016 wurden außerdem 15 Millionen Tonnen Getreide angebaut.
Die wichtigsten Viehbestände der Region sind traditionell Schafe. Ein Großteil des Weidelandes der Region liegt im nördlichen Teil, wo mehr Niederschlag vorhanden ist, Bergwiesen gibt es in der ganzen Region.
Aufgrund des fehlenden Zugangs zum Ozean und der begrenzten Menge an Binnengewässer sind die Fischressourcen von Xinjiang begrenzt. Trotzdem wird in den Seen Ulungur und Bosten sowie im Fluss Ertix viel gefischt. Seit den 1970er Jahren wurde eine große Anzahl von Fischteichen gebaut, deren Gesamtfläche in den 1990er Jahren über 10.000 Hektar lag. Im Jahr 2000 wurden insgesamt 58.800 Tonnen Fisch in Xinjiang produziert, davon 85 % aus Aquakultur.
Rund 20 Prozent der weltweiten Baumwolle stammt aus Xinjiang.

### Bodenschätze
Ende des 19. Jahrhunderts war die Region bekannt für die Produktion von Salz, Soda, Borax, Gold, Jade und Kohle.
In den letzten Jahren sind große Erdöl- und Gasvorkommen besonders inmitten der Taklamakan-Wüste und in ihren Randbereichen gefunden worden, die nunmehr erschlossen und ausgebeutet werden. Vor allem Karamay und Aksu sind stark vom Ölabbau geprägt. Von hier aus verläuft die West-Ost Gaspipeline nach Shanghai.
Der Öl- und Gassektor trägt im Jahr 2005 zu 60 % zur Wirtschaftskraft von Xinjiang bei.
Xinjiang verfügt außerdem über große Kohlevorkommen. Die zunehmend für die Energiegewinnung benötigten Kohlevorkommen sind durch Kohlebrände gefährdet. Die meisten der chinesischen Kohlebrände schwelen in Xinjiang.
Insgesamt befindet sich ein Fünftel der Kohle-, Gas- und Erdölvorkommen Chinas in Xinjiang, was die Region zu der mit der höchsten Konzentration von fossilen Energievorräten Chinas macht.
Die Jahresförderung in Xinjiang liegt bei 240 Millionen Tonnen Kohle, 24 Milliarden Kubikmeter Erdgas und 27,3 Millionen Tonnen Erdöl. Die Rohstoffreserven sind gewaltig, sie betragen 2,2 Billionen Tonnen Kohle, 10,3 Billionen Kubikmeter Erdgas und 20,9 Milliarden Tonnen Erdöl.

### Industrie
Öl- und Zuckerraffinerien, Stahlwerke und Chemiefabriken zählen zu den wichtigsten Industrien der Region. Auch Zement und Textilien werden hergestellt.
Xinjiangs Wirtschaft erreichte in den letzten zehn Jahren, gekoppelt an das chinesische Wirtschaftssystem, zweistellige Wachstumsraten. Der Lebensstandard stieg spürbar und im Jahre 2015 erreichte das Pro-Kopf-Einkommen 6000 US-Dollar. Somit ist Xinjiang reicher als viele Provinzen Chinas. Allerdings müssen immer noch viele Menschen auf dem Land mit weniger als 20 US-Dollar im Monat auskommen.
Die chinesische Regierung baut derzeit im pakistanischen Gwadar einen Hafen für den Export der Produkte Xinjiangs, um die wirtschaftliche Entwicklung von Xinjiang zu beschleunigen.
In der Region haben viele internationale Unternehmen investiert, wie z. B. die Coca-Cola Company, Volkswagen, Siemens und BASF.

### Energie
Die Regierung des Regierungsbezirks Turpan unterzeichnete Ende 2013 mit Trina Solar einen Rahmenvertrag zur Errichtung eines Photovoltaikkraftwerks mit einer Leistung von einem Gigawatt.